# Сааф, Эрик
Эрик Альбин Антон Сааф (швед. Erik Albin Anton Sääf, 16 февраля 1856, Норрчёпинг, Эстергётланд, Швеция — 17 февраля 1934, Гувьё, О-де-Франс, Франция) — шведский художник-пейзажист.

## Биография
Эрик Сааф обучался в школе живописи Эдварда Персея и с 1880 по 1884 год в Королевской академии свободных искусств, где последние два года он участвовал в конкурсе за лучший пейзаж. Летом 1880 года Эрик был упомянут как член Räfsnäskolonien, где студенты академии занимались пейзажной живописью в районе Мариефреда. Вместе с Эдвардом Розенбергом он отправился в Смоланд в 1888 году, чтобы рисовать, а затем в том же году посетил Копенгаген. Во второй половине 1880-х годов Сааф оставался в Мюнхен, откуда совершал поездки в Австрию и Италию. С 1890 года он жил в Париже и, за исключением летних визитов в Швецию, оставался во Франции до конца своей жизни.
С годами Сааф стал одним из самых известных членов шведского художественного кружка в Париже и особенно близко дружил с Густавом Андерссоном, Кристианом Эрикссоном и Георгом Арсениусом. Сначала он посылал домой много работ на шведские выставки, но с годами отношения со Швецией охладели. Эрик участвовал в качестве шведского художника во Всемирной выставке 1889 года и 1900 года.
Эрик Сааф женился на Жанне Клементине Этьен, которая овдовела после смерти художника Густава Андерссона.
Благодаря пожертвованиям вдовы Эрика был создан Erik Sääfs stipendiefond (Стипендиальный фонд Эрика Саафа) в 1947 году в Королевской академии свободных искусств для поддержки молодых пейзажистов, предпочтительно из Эстергётланда, желающих учиться во Франции. Эрик Сааф представлен в Национальном музее Швеции и шведском клубе в Париже.